# Temporada 1969 de la AFL
La Temporada 1968 de la AFL fue la 10.ª temporada de la AFL y la última antes de la
fusión AFL-NFL. En honor a la décima temporada de la AFL, fue diseñado un logo especial de aniversario y cada jugador de
Kansas City Chiefs llevaba un parche en su camiseta con el logotipo durante el Super Bowl IV, el último juego de Campeonato Mundial de
la AFL-NFL antes de la fusión de las dos ligas.
La temporada finalizó cuando los Kansas City Chiefs vencieron a los Oakland Raiders 17-7 por el juego de campeonato de la AFL. Una
semana más tarde, los Chiefs vencieron a Minnesota Vikings de la NFL en el Super Bowl IV.

## Carrera Divisional
En los dos últimos años de existencia de la AFL tenía diez equipos, agrupados en dos divisiones. Cada equipo jugó un partido en casa de ida y
vuelta contra los otros cuatro equipos en su división, una serie de ida y vuelta contra uno de los cinco equipos en la división opuesto, y un
juego cada uno contra los cuatro equipos restantes de la división contraria. Utilizando ese formato, campeón defensor New York Jets tenía un
registro de 10-0 contra de los cinco equipos que jugaron dos veces (es decir, sus cuatro rivales divisionales más débiles y Cincinnati de la
otra división Oeste) mientras que va 0-4 contra los cuatro mejores equipos del oeste.
Para esta temporada, fue hecha una disposición de playoff con cuatro equipos para determinar el campeón de la AFL, el representante de la
liga en el Super Bowl, con el equipo # 1 de una división para jugar contra el equipo # 2 en la división contraria. La NFL también tenía un
playoff de cuatro equipos, introducido en 1967, coincidiendo con los ganadores de las divisiones Capitol y del Century, y en las divisiones
Coastal y Central.
La fusión de 1970 colocó a los 10 equipos de la AFL (junto con 3 equipos que estaban en la NFL antes de 1970) elevando a 13 equipos en la
AFC. (Los otros equipos de la NFL entraron en la NFC).
| Semana | Este #1   | Registro | Este #2            | Registro | Oeste #1          | Registro | Oeste #2          | Registro |
| ------ | --------- | -------- | ------------------ | -------- | ----------------- | -------- | ----------------- | -------- |
| 1      | N.Y. Jets | 1–0–0    | Hou, Bos, Buf, Mia | 0–1–0    | Oak, KC, Den, Cin | 1–0–0    | Oak, KC, Den, Cin | 1–0–0    |
| 2      | Hou, NY   | 1–1–0    | Hou, NY            | 1–1–0    | Oak, KC, Den, Cin | 2–0–0    | Oak, KC, Den, Cin | 2–0–0    |
| 3      | Houston   | 2–1–0    | NY, Buf            | 1–2–0    | Oak, Cin          | 3–0–0    | Oak, Cin          | 3–0–0    |
| 4      | Houston   | 3–1–0    | N.Y. Jets          | 2–2–0    | Oakland           | 3–0–1    | Kansas City       | 3–1–0    |
| 5      | NY, Hou   | 3–2–0    | NY, Hou            | 3–2–0    | Oakland           | 4–0–1    | Kansas City       | 4–1–0    |
| 6      | N.Y. Jets | 4–2–0    | Houston            | 3–3–0    | Oakland           | 5–0–1    | Kansas City       | 5–1–0    |
| 7      | N.Y. Jets | 5–2–0    | Houston            | 4–3–0    | Oakland           | 6–0–1    | Kansas City       | 6–1–0    |
| 8      | N.Y. Jets | 6–2–0    | Houston            | 4–4–0    | Kansas City       | 7–1–0    | Oakland           | 6–1–1    |
| 9      | N.Y. Jets | 7–2–0    | Houston            | 4–4–1    | Kansas City       | 8–1–0    | Oakland           | 7–1–1    |
| 10     | N.Y. Jets | 7–3–0    | Houston            | 4–4–2    | Kansas City       | 9–1–0    | Oakland           | 8–1–1    |
| 11     | N.Y. Jets | 8–3–0    | Houston            | 5–4–2    | Oakland           | 9–1–1    | Kansas City       | 9–2–0    |
| 12     | N.Y. Jets | 8–4–0    | Houston            | 5–5–2    | Oakland           | 10–1–1   | Kansas City       | 10–2–0   |
| 13     | N.Y. Jets | 9–4–0    | Houston            | 5–6–2    | Oakland           | 11–1–1   | Kansas City       | 11–2–0   |
| 14     | N.Y. Jets | 10–4–0   | Houston            | 6–6–2    | Oakland           | 12–1–1   | Kansas City       | 11–3–0   |

## Temporada regular

### Resultados
| Local/Visitante | Local/Visitante    | División Este | División Este | División Este | División Este | División Este | División Oeste | División Oeste | División Oeste | División Oeste | División Oeste |
| Local/Visitante | Local/Visitante    | BOS           | BUF           | HOU           | MIA           | NY            | CIN            | DEN            | KC             | OAK            | SD             |
| --------------- | ------------------ | ------------- | ------------- | ------------- | ------------- | ------------- | -------------- | -------------- | -------------- | -------------- | -------------- |
| Este            | Boston Patriots    |               | 35–21         | 24–0          | 16–17         | 14–23         |                |                | 0–31           | 23–38          | 10–13          |
| Este            | Buffalo Bills      | 23–16         |               | 3–17          | 28–3          | 19–33         | 16–13          | 41–28          | 7–29           |                |                |
| Este            | Houston Oilers     | 27–23         | 28–14         |               | 22–10         | 26–34         | 31–31          | 24–21          |                |                | 17–21          |
| Este            | Miami Dolphins     | 23–38         | 24–6          | 7–32          |               | 9–27          |                | 27–24          |                | 20–20          | 14–21          |
| Este            | New York Jets      | 23–17         | 16–6          | 26–17         | 34–31         |               | 40–7           |                | 16–34          | 14–27          |                |
| Oeste           | Cincinnati Bengals | 14–25         |               |               | 27–21         | 7–21          |                | 23–30          | 24–19          | 31–17          | 34–20          |
| Oeste           | Denver Broncos     | 35–7          |               | 20–20         |               | 21–19         | 27–16          |                | 13–26          | 14–24          | 13–0           |
| Oeste           | Kansas City Chiefs |               | 22–19         | 24–0          | 17–10         |               | 42–22          | 31–17          |                | 24–27          | 27–3           |
| Oeste           | Oakland Raiders    |               | 50–21         | 21–17         | 20–17         |               | 37–17          | 41–10          | 10–6           |                | 21–16          |
| Oeste           | San Diego Chargers | 28–18         | 45–6          |               |               | 34–27         | 21–14          | 45–24          | 9–27           | 12–24          |                |

### Tabla de posiciones
En su décima y última temporada antes de la fusión con la NFL, la AFL instituyó un torneo de playoff de cuatro equipos con los dos mejores
equipos de cada división.
V = Victorias, D = Derrotas, E = Empates, CTE = Cociente de victorias, PF= Puntos a favor, PC = Puntos en contra
| Campeón de Division |

| New York Jets   | 10 | 4  | 0 | .714 | 353 | 269 |
| Houston Oilers  | 6  | 6  | 2 | .500 | 278 | 279 |
| Boston Patriots | 4  | 10 | 0 | .286 | 266 | 316 |
| Buffalo Bills   | 4  | 10 | 0 | .286 | 230 | 359 |
| Miami Dolphins  | 3  | 10 | 1 | .231 | 233 | 332 |

| Oakland Raiders    | 12 | 1 | 1 | .923 | 377 | 242 |
| Kansas City Chiefs | 11 | 3 | 0 | .786 | 359 | 177 |
| San Diego Chargers | 8  | 6 | 0 | .571 | 288 | 276 |
| Denver Broncos     | 5  | 8 | 1 | .385 | 297 | 344 |
| Cincinnati Bengals | 4  | 9 | 1 | .308 | 280 | 367 |

## Postemporada
|  | Ronda Divisional                                                               | Ronda Divisional                                                               |                 |                    | Juego de Campeonato                | Juego de Campeonato                |  |
|  | 20 de diciembre de 1969 – Shea Stadium 21 de diciembre de 1969 – O.co Coliseum | 20 de diciembre de 1969 – Shea Stadium 21 de diciembre de 1969 – O.co Coliseum |                 |                    | 4 de enero de 1970 – O.co Coliseum | 4 de enero de 1970 – O.co Coliseum |  |
|  |                                                                                |                                                                                |                 |                    |                                    |                                    |  |
|  |                                                                                |                                                                                |                 |                    |                                    |                                    |  |
|  | Kansas City Chiefs                                                             | 13                                                                             |                 |                    |                                    |                                    |  |
|  | Kansas City Chiefs                                                             | 13                                                                             |                 |                    |                                    |                                    |  |
|  | New York Jets                                                                  | 6                                                                              |                 |                    |                                    |                                    |  |
|  | New York Jets                                                                  | 6                                                                              |                 | Kansas City Chiefs | 17                                 |                                    |  |
|  |                                                                                |                                                                                |                 | Kansas City Chiefs | 17                                 |                                    |  |
|  |                                                                                |                                                                                | Oakland Raiders | 7                  |                                    |                                    |  |
|  | Houston Oilers                                                                 | 7                                                                              | Oakland Raiders | 7                  |                                    |                                    |  |
|  | Houston Oilers                                                                 | 7                                                                              |                 |                    |                                    |                                    |  |
|  | Oakland Raiders                                                                | 56                                                                             |                 |                    |                                    |                                    |  |
|  | Oakland Raiders                                                                | 56                                                                             |                 |                    |                                    |                                    |  |
|  |                                                                                |                                                                                |                 |                    |                                    |                                    |  |

- Super Bowl III
  - Kansas City Chiefs (AFL) 23, Minnesota Vikings (NFL) 7 , el 11 de enero de 1970, Orange Bowl, Miami, Florida